# Halte Vibæk
Halte Vibæk is een voormalige spoorweghalte in Ebeltoft, Denemarken. De halte lag aan de spoorlijn Ebeltoft - Trustrup die in 1901 was aangelegd door de Ebeltoft-Trustrup Jernbane (ETJ).
De halte werd op 27 maart 1901 geopend. Het oorspronkelijke perron en wachthuisje lagen in de bocht ten noordoosten van de strandweg. In de zomer van 1964 werd de halte verplaatst naar de zuidwestzijde van de weg, waardoor het perron tussen de straat en de camping kwam te liggen. De spoorlijn werd echter op 31 maart 1968 gesloten, waarmee voor Vibæk een eind aan het spoorvervoer kwam.